# يرقة نحيفة الرأس

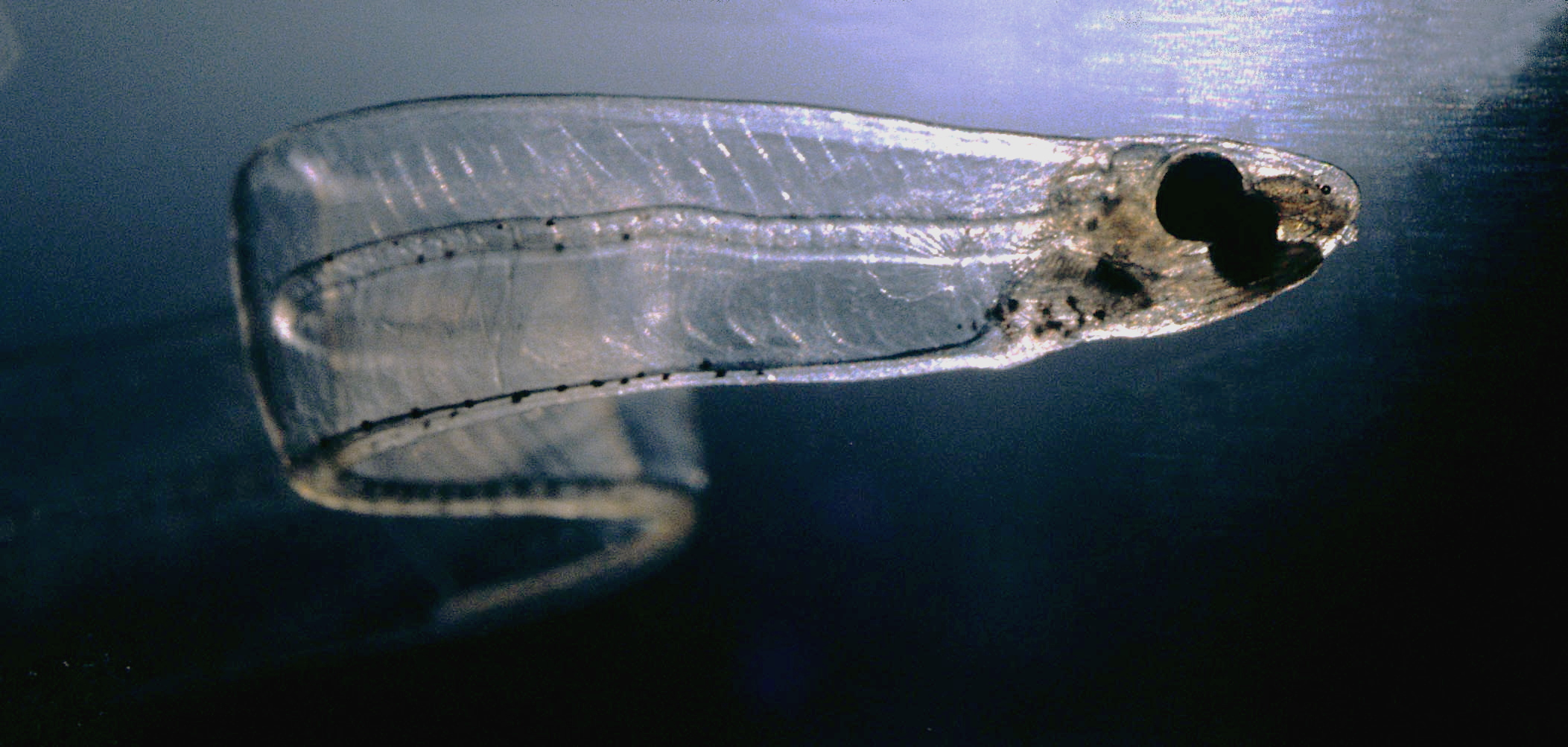
يرقة نحيفة الرأس.

اليرقة نحيفة الرأس (بالإنجليزية: Leptocephalus)‏ هي يرقة مسطحة وشفافة من ثعبان البحر، وكائنات أخرى من إلوبيات الشكل، وهي واحدة من المجموعات الأكثر تنوعا من العظميات، التي تتضمن 801 نوع في 4 رُتب، و24 عائلة، و156 جنس. ويُعتقد أن هذه المجموعة نشأت في العصر الطباشيري قبل أكثر من 140 مليون سنة. وتشمل الأسماك ذات طور اليرقات نحيفة الرأس: الثعابين الأكثر شهرة مثل القنجر، والمورايية، وأفراد عائلة الأنقليسية بالإضافة إلى أكثر من 10 عائلات أخرى من أنواع الثعابين البحرية الأقل شهرة، وهي كلها ثعابين حقيقية من الأنقليسيات. وقد وصفت ماير-روشو ثمانية أنواع من ثعابين جنوب المحيط الأطلسي. وتتنوع أشكال أجسام أسماك الرُتب الأربعة الأخرى من الأسماك إلوبيات الشكل التي تحتوي على هذا النوع من اليرقات، وتشمل الطربون، والأسماك العظمية، وثعبان البحر الشوكي، وثعابين البجع، وأسماك أعماق البحار، مثل أسماك الجنين وأنواع الأسماك الشوكية ذات اليرقات العملاقة نحيفة الرأس.

## الوصف
تمتلك اليرقات نحيفة الرأس أجسام مضغوطة بشكل جانبي، تحتوي على مواد تشبه الهلام الشفاف على الجزء الداخلي من الجسم وطبقة رقيقة من العضلات ذات قسيمات ظاهرة من الخارج، كما أن أعضاء أجسامهم صغيرة ولديهم فقط أنبوب بسيط للأمعاء. ويؤدي هذا المزيج من الميزات إلى شفافية شديدة عندما تكون على قيد الحياة، كما تمتلك اليرقات نحيفة الرأس زعانف ظهرية وشرجية مع زعانف ذيلية، ولكن تفتقر إلى زعانف حوضية، كما أنهم يفتقرون إلى كريات الدم الحمراء إلى أن يبدأوا في التحول إلى مرحلة ثعبان السمك عند بداية ظهورهم كثعابين. وتتميز تلك اليرقات أيضًا بأسنانها الشبيهة بالأنياب التي توجد حتى مرحلة التحول، حيث تُفقَد.
وتختلف اليرقات نحيفة الرأس عن معظم يرقات الأسماك؛ لأنها تنمو إلى أحجام أكبر بكثير، وتدوم فترات اليرقات لمدة تصل إلى حوالي ثلاثة أشهر إلى أكثر من عام. ومن السمات المميزة الأخرى لهذه الكائنات هي حقيبتها المخاطية، وتتحرك عن طريق حركات السباحة المعهودة النموذجية، ويمكنهم السباحة للأمام وللخلف. وقد كان من الصعب تحديد مصدر غذائهم؛ لأن العوالق الحيوانية، وهي الغذاء النموذجي ليرقات الأسماك، لم تُشاهد أبداً في أحشائها.
ويبدو أن اليرقات نحيفة الرأس تتغذى على جسيمات دقيقة عائمة في المحيط، والتي غالبا ما يشار إليها بالثلج البحري. وتعيش اليرقات في المقام الأول في أعلى 100 متر (330 قدم) من المحيط ليلاً، وغالبًا ما تكون أعمق قليلاً خلال النهار، كما أنها توجد في جميع أنحاء العالم في المحيطات من المناطق الجنوبية المعتدلة إلى خطوط العرض الاستوائية، حيث يعيش كبار الأنقليسيات وأقاربهم المقربين. وتوجد الثعابين الأمريكية، والأنقليس الأوروبي، أنقليس القنجر، وبعض الأنواع المحيطية في بحر سرقوسة.
أُعلنت الرقات نحيفة الرأس على أنها فصيلة بيولوجية في عام 1856، ولكن وجد لاحقا أنها يرقة الأنقليس الأوروبي Anguilla anguilla، التي أعلن عنها كارولوس لينيوس في 1758.

## التطور
بيض الأنقليس في رتبة الأنقليسيات كبير جدا مقارنة مع تلك الأسماك الكثيرة الأخرى، حيث يبلغ قطرها من 1 إلى 4 ملليمترات (1000-4000 ميكرومتر)، وبمجرد أن يتم تفريخ اليرقات حديثًا، يمتد المح خلفًا، وتفقس بعض اليرقات بسمات رأسية أكثر تطوراً من غيرها. مرحلة ما قبل اليرقة نحيفة الرأس هي الفترة التي تلي فقس اليرقات مباشرة، ولا تتغذى اليرقات خلال هذه المرحلة. وتمتلك هذه اليرقات عادة عيون فقيرة النمو وأسنان قليلة أو معدومة.
تبدأ مرحلة اليرقة نحيفة الرأس من اليرقات بعد امتصاص المغذيات من مح البيض وتتشكل العيون والأسنان. وعادةً ما تكون لليرقات أسنان مدببة ذات وجه أمامي طويل في هذه المرحلة. ومع نمو اليرقات، سيتم استبدال الأسنان بأسنان أقصر وسوف تزيد في العدد. ويتراوح الحد الأقصى لحجم اليرقات من حوالي 5 إلى 10 سنتيمترات (2-4 بوصة)، ولكن يمكن أن يصل إلى 30 سم (12 بوصة) أو أكثر اعتمادًا على الأنواع. وبعد بلوغ حجم اليرقات الحد الأقصى له، تدخل مرحلة الأنقليس الزجاجى، وتميل أجسامهم المضغوطة أفقيا إلى أن تصبح أكثر دورانا في هذه المرحلة، وتزداد سماكة الرأس أيضًا، ويكبر العضو الشمي، وتُفقد الأسنان.
تختلف اليرقات نحيفة الرأس عن غيرها من يرقات الأسماك في تطورها. في باقي العظميات (تلك التي لا يوجد لديها طور اليرقات نحيفة الرأس)، يفقس البيض ثم تحصل اليرقات على المغذيات من كيس المح. وبعد ذلك، تبدأ التغذية الخارجية بمجرد نضوب كيس المح. وتبدأ اليرقات في الزيادة في الحجم وتتطور لتصبح سمكة صغيرة عندما تبدأ التغذية الخارجية، بينما لا تبدأ اليرقات نحيفة الرأس في تلك الأسماك التغذية الخارجية بعد الفقس والحصول على المواد الغذائية من المح، وهو أمر غريب؛ لأن اليرقات تستمر في النمو في الحجم. ومن هذه المعلومات، نستنتج أن واحدة من أكبر وأهم الاختلافات في الدورات التنموية بين العظميات دون طور اليرقات نحيفة الرأس والعظميات ذات اليرقات نحيفة الراس هو مصدر الغذاء الذي تستخدمه اليرقات.
يُفتقر فهم اليرقات نحيفة الرأس؛ وذلك لأنها هشة جدا وتأكل المواد الجسيمية بدلا من العوالق الحيوانية مع قدرتها الجيدة على السباحة، التي تسمح لها بتجنب معظم شبكات العوالق ذات الحجم القياسي التي يستخدمها علماء الأحياء البحرية. ويُظهر تسجيل فيديو ليرقة نحيفة الرأس تسبح تم تصويرها ليلاً قبالة جزيرة هاواي مثالاً على سلوك السباحة.

## النظام البصري
هناك حقيقتان معروفتان فيما يتعلق بالنظام البصري لليرقات نحيفة الرأس. الأولى هي أن لديهم نظام بصري تهيمن عليه الخلايا العصوية، والثانية هي أن الأنقليس السفاح (عائلة معينة من اليرقات نحيفة الرأس) لديه عيون تلسكوبية، مما يعني وجود عين أنبوبية مع عدسة كروية على القمة.

## تربية الأحياء المائية
قد تم إحراز بعض التقدم في إنتاج اليرقات نحيفة الرأس من الأنقليس الياباني في المختبر، ويتمثل الهدف من هذا الجهد إنتاج الأنقليسيات الزجاجية من خلال التبويض الصناعي وتربية اليرقات؛ لاستخدامها في تربية الأحياء المائية لإنتاج الأوناغي، هو طعام شهير في اليابان وشرق آسيا.
ونادرا ما تُستخدم اليرقات نحيفة الرأس كغذاء، ما عدا في بعض أجزاء من اليابان. وتُدعى اليرقات نحيفة الرأس من القنجر الياباني الشائع «القنجر المنقط الأبيض» باسم (noresore) أو (のれそれ) في محافظة كوتشي باليابان، وغالبًا ما يتم تقديمه غير المطهي إلى المائدة، ويتم تناوله بعد الغمس في الخل، وهو مخصص لموسم الربيع.

## روابط خارجية
- Informationen Conger oceanicus
- Ecology of Anguilliform Leptocephali: Remarkable Transparent Fish Larvae of the Ocean Surface Layer